# Systematizität (Strukturalismus)
Systematizität bezeichnet im Strukturalismus einen generellen Aspekt des Theorems der Arbitrarität von Ferdinand de Saussure: Erst Systematizität bringt Ordnung in die Willkür der Zeichen und des Lexikons. Die relative Bedeutung eines Einzelelements (Morphem, Wort usw.) einer Sprache ergibt sich nicht aus diesem Element selbst, sondern aus der Totalität der Relationen der Elemente der Sprache. Erst deren Verständnis ermöglicht den produktiven Umgang mit Sprache. Die Systematizität von Sprache ist jedoch immer unvollständig; fast stets gibt es Ausnahmeformen. Beim Erlernen einer Sprache neigen Kinder zur Überregularisierung, indem sie die von ihnen beobachtete Regelhaftigkeit einer Sprachform auf andere Sprachformen übertragen, z. B. regelmäßige Verbformen auf unregelmäßige Verben (z. B. „fliegte“ statt „flog“). So stellen die unregelmäßigen englischen Verben für den Lernenden zunächst eine willkürlich erscheinende Ansammlung von Formen dar, welche außerdem nicht mit eindeutigen phonetischen Regeln verbunden sind. Diese relativ geringe Systematizität der unregelmäßigen Verben kann nur mit viel Erfahrung geordnet werden.

## Kritik
Der Begriff der Systematizität verweise auf die Vorherrschaft der Struktur über die Elemente und bedinge eine „Dezentrierung des Subjekts“, wie Poststrukturalisten und Diskurstheoretiker wie Louis Althusser und Michel Foucault kritisch anmerken. Althusser weist die deduktive Systematizität zurück, die er im Marxismus (wie in anderen Ideologien) erkennt und die dieser mit dem deutschen Idealismus teile. Dadurch könne das Individuum nicht als Zentrum seiner Aktivität begriffen werden, sondern erscheine determiniert durch Systeme wie Ökonomie, Sprache, Politik.